# Anhydride arsénieux
Pour les articles homonymes, voir Arsenic (homonymie).
L'anhydride arsénieux (As2O3), ou trioxyde d'arsenic, ou oxyde arsénieux est l'une des formes oxydées de l'arsenic, autrefois appelé « arsenic blanc » (ou même improprement « arsenic »).
Il existe à l'état naturel sous le nom de « fleur d'arsenic », sous l'aspect d'une poudre blanche inodore ou de cristaux transparents. C'est un produit très toxique, ce pourquoi on le trouve également dans certains poisons tels que la mort aux rats.
Dans l’industrie, il sert à blanchir le verre. Par ses débouchés commerciaux, il représente le plus important dérivé de l'arsenic. C'est le sous-produit le plus dangereux trouvé dans certains minerais, dont celui de la purification de l'or.

## Obtention
- Combustion de l'arsenic dans l'air :

4 As + 3 O2 → 2 As2O3.
- Hydrolyse du trichlorure d'arsenic AsCl3.
- Grillage de minéraux contenant de l'arsenic comme les pyrites (la source industrielle la plus importante) :

2 FeAsS + 5 O2 → Fe2O3 + 2 SO2 + As2O3.
L'anhydride arsénieux s'échappe dans de longues tuyauteries sous forme de fumée volatile que l'on recueille sous forme de poudre blanche. Il est ensuite purifié par sublimation.

## Propriétés chimiques
L'anhydride arsénieux est un acide amphotère qui présente néanmoins un comportement d'acide faible. 
Il se dissout instantanément en milieu basique pour donner des ions arsénite : H2AsO3−.
Il est soluble dans la soude :
As2O3 + 4 HO− → 2HAsO32− + H2O
Il est beaucoup moins soluble dans les acides, mais soluble dans l'acide chlorhydrique pour donner du chlorure d'arsenic. 
Il réagit avec des agents oxydants comme l'ozone, le peroxyde d'hydrogène ou l'acide nitrique pour donner le pentoxyde d'arsenic As2O5. Les réactions avec le peroxyde d'hydrogène peuvent être explosives. Il forme également un mélange spontanément inflammable avec le chlorate de sodium.
Il peut être aussi réduit en arsenic avec formation d'arsine (AsH3, gaz hautement toxique).

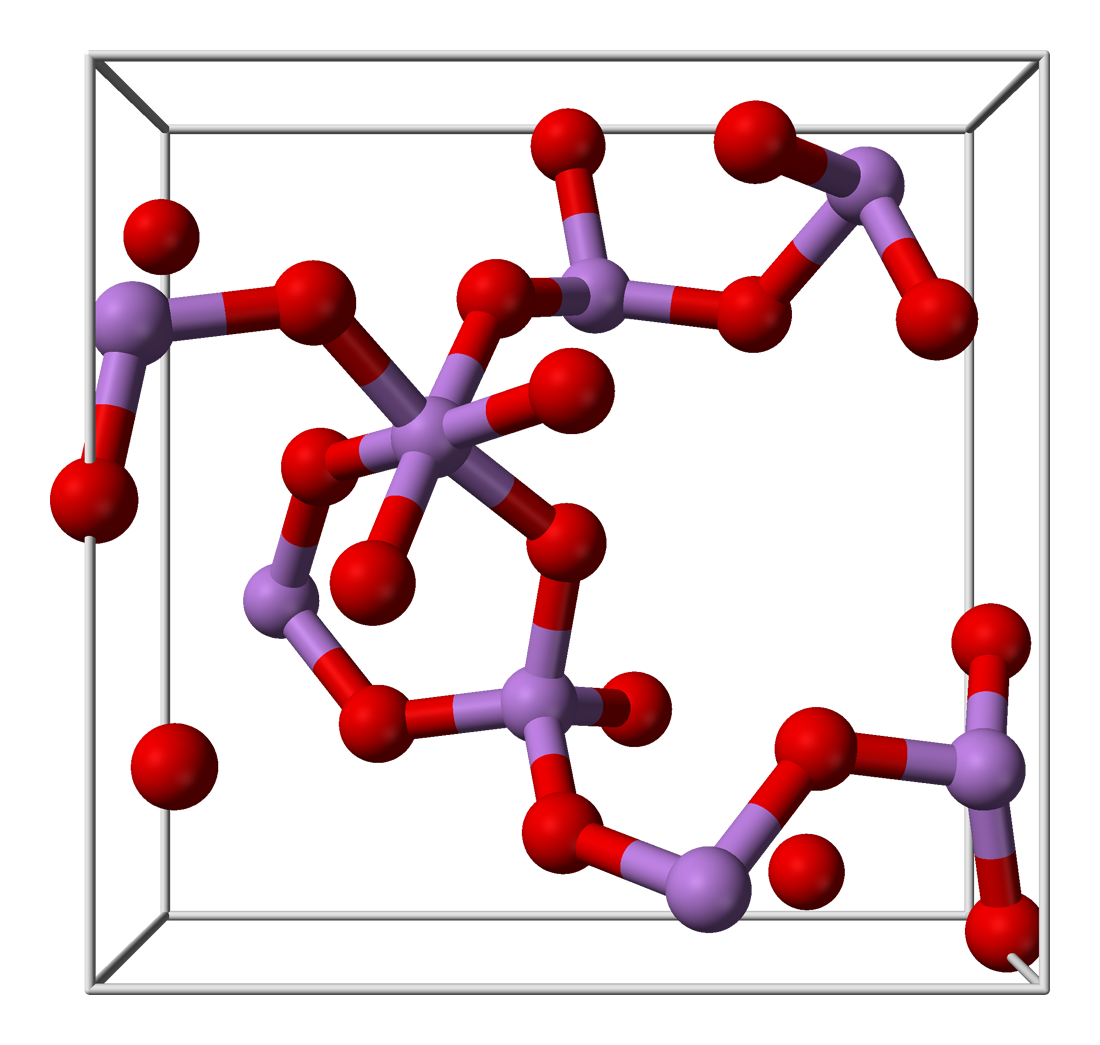
Le pentoxyde d'arsenic peut être produit par réaction avec l'ozone (ou le peroxyde d'hydrogène ou l'acide nitrique).
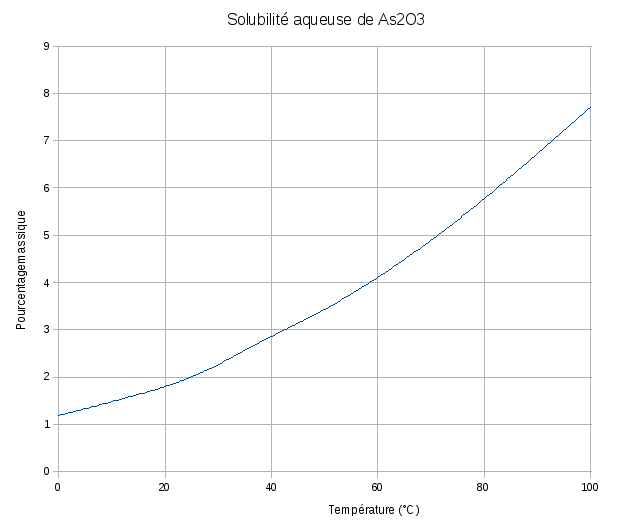
Solubilité aqueuse.

## Propriétés physiques
Elles varient en fonction de la forme cristalline de la substance.
L'anhydride arsénieux se présente sous deux variétés cristallines et une amorphe. Il se sublime au-delà de 200 °C sous forme de 
As4O6 :
- forme cubique : arsénolite, la plus courante ;
- forme monoclinique : claudétite.

## Utilisations
- Il est le point de départ pour la fabrication de pesticides à base d'arsenic (arsénite de soude, arséniate de sodium, cacodylate de soude), ou autrefois était directement dans des bains acaricides contre les tiques[6].
- Il a été à l’origine de nombreuses préparations et brevets (exemple : solution de Fowler) dans le domaine pharmaceutique, parapharmaceutique et vétérinaire[7]. Ces préparations sont actuellement obsolètes. Seul le Trisenox est actuellement commercialisé dans le traitement des leucémies aiguës promyélocytaires.
- Agent de décoloration et d'affinage du verre et des émaux.
- Agent de dépulpation dentaire, abandonné depuis une dizaine d'années[8].
- Agent de traitement du bois.
- Conservateur pour l'alimentation.
- Produit de base pour la fabrication de l'arsenic métallique, de ses alliages (plomb, cuivre, aluminium, gallium) et de l'arsénite (semiconducteurs).
- Il est utilisé dans le traitement d'une forme particulière de leucémie, la leucémie aiguë promyélocytaire, chez des malades ne répondant plus à l’action thérapeutique de l’acide rétinoïque[9].

## Santé
Le trioxyde d'arsenic est très toxique, la dose mortelle est d'1,5 mg/kg de masse corporelle. Tous les composés d'arsenic contenant des traces de ce produit sont également très dangereux.
Il est carcinogène et facilement absorbé par le système digestif ; ses effets toxiques sont bien établis en cas d'inhalation de fumée ou de contact cutané entraînant des risques de dermatite ou d'hyperkératose. Son élimination est rapide (durée de vie : un à deux jours) par méthylation en acide cacodylique via les urines. Cependant, une certaine quantité de produit (30 à 40 % en cas d'exposition chronique) est stockée par les os, les muscles, la peau, les cheveux et les ongles (tissus riches en kératine) et éliminée dans les semaines ou les mois qui suivent.
Les premiers symptômes de l'empoisonnement aigu par ingestion d'arsenic sont des problèmes digestifs : vomissements, paralysie, douleurs abdominales et diarrhées sanguinolentes. Des quantités proches de la dose mortelle peuvent conduire à des convulsions, à des troubles cardiovasculaires, à l'inflammation du foie et des reins et à des troubles de la coagulation sanguine.
Ces symptômes sont suivis de l'apparition de « lignes » blanches caractéristiques (« raies de Mees ») sur les ongles et de la perte de cheveux. Les doses inférieures engendrent des changements de la pigmentation de la peau. On sait que des cas d'empoisonnement graves se sont produits après inhalation d'anhydride arsénieux ou par contact avec la peau.
Les premiers signes montrent une irritation de la région respiratoire ou de la peau exposée, suivie par des troubles neurologiques à long terme. On doit éviter le contact avec les yeux de solutions (même diluées) d'anhydride arsénieux.
L'exposition chronique à l'arsenic est un facteur de risque de cancer du poumon constaté sur des ouvriers travaillant dans des fonderies de cuivre aux États-Unis, au Japon et en Suède. En effet, l'anhydride arsénieux est présent dans les fumées qui se forment lors du chauffage à l'air des minerais arsénifères.
L'absorption continue d'eau contenant de faibles quantités d'anhydride arsénieux conduit à des cancers de la peau.